# Maesa bismarckiana
Maesa bismarckiana är en viveväxtart som beskrevs av Carl Christian Mez. Maesa bismarckiana ingår i släktet Maesa och familjen viveväxter. Inga underarter finns listade i Catalogue of Life.